# Quasimellana
Quasimellana is een geslacht van vlinders van de familie dikkopjes (Hesperiidae), uit de onderfamilie Hesperiinae.

## Soorten
- Q. aurora (Bell, 1942)
- Q. servilius (Möschler, 1882)